# Tukabahchee
Tukabahchee (Tukabatchee), pleme Muskhogean Indijanaca s rijeke Tallapoosa u okrugu Elmore (Alabama). Zajedno s plemenima Coosa, Coweta i Kasihta ili Cusseta jedno su od četiri plemena koja su utemeljili konfederaciju Creek. Izvorno oni su izgleda bili svojevremeno udruženi sa Shawneejima. Tukabahchee unutar Creek konfederacije s populacijom od 1,287 (1832.) čine njihovo najbrojnije pleme. Jedino njihovo poznato naselje bilo je Wihili čija točna lokacija nije poznata. Pleme Kealedji možda su njihov ogranak.

## Vanjske poveznice
- Creek[neaktivna poveznica]